# معالجة الأحداث المعقدة
معالجة الأحداث هي منهجية لمتابعة وتحليل (معالجة) قنوات تدفقية من المعلومات (أو البيانات) المتعلقة بأشياء تحدث (أحداث) والتوصل إلى خلاصات حولها. أما معالجة الأحداث المعقدة فتعني معالجة الأحداث عبر الجمع بين بيانات قادمة من مصادر مختلفة لاستنتاج أحداث ونماذج تدل على حالات أكثر تعقيداً. وتهدف معالجة الأحداث المعقدة إلى التعرف على الأحداث ذات المعنى (كوجود فرص سانحة يمكن الاستفادة منها أو تهديدات) وتحقيق أسرع استجابة ممكنة.
قد تطرأ الأحداث الأولية داخل منظمة في أي مستوى من مستوياتها مثل نقاط البيع (حيث يكون الحدث هو عملية بيع) أو مراكز خدمة الزبائن (الحدث هو ورود اتصال)، كما قد تكون عبارة عن أخبار صحفية أو رسائل نصية أو مدخلات منشورة في الوسائط الاجتماعية أو تغيرات في أسعار الأسهم أو تقارير مرورية أو حالات الطقس أو أي نوع آخر من البيانات. كما يمكن تعريف الحدث على أنه «تغير في الحالة» حين يتجاوز قياس ما، كقياس درجة الحرارة أو معدل التلوث، عتبة معطاة. ويرى المحللون أن معالجة الأحداث المعقدة ستوفر للمنظمات طريقة جديدة لتحليل النماذج التكرارية بالزمن الحقيقي وستساعد المسؤولين التجاريين على التواصل بشكل أفضل مع الأقسام الخدمية وأقسام تقانة المعلومات.
يشار أحياناً المقادير الكبيرة من المعلومات المتوفرة حول الأحداث بسحابة الحدث.

## المفهوم
من بين آلاف الأحداث التي تطرأ، قد يستقبل نظام مراقبة الإشعارات الثلاثة التالية على سبيل المثال:
1. جرس كنيسة يقرع.
2. ظهور رجل في بدلة مع امرأة ترتدي ثوباً أبيض مشلشل.
3. أرز يتطاير في الهواء.

بناءً على هذه الأحداث، يمكن لنظام المراقبة أن يستنتج أن حدثاً معقداً قد طرأ هو عبارة عن عرس. تساعد تقانة معالجة الأحداث المعقدة على اكتشاف مثل هذه الأحداث عبر تحليل والربط بين أحداث أخرى مثل الأجراس والرجل والمرأة في ملابس العرس والأرز المتطاير في الهواء.